# Eulophia barteri
Eulophia barteri är en orkidéart som beskrevs av Victor Samuel Summerhayes. Eulophia barteri ingår i släktet Eulophia och familjen orkidéer. Inga underarter finns listade i Catalogue of Life.